# 朗德氏假鰓鱂
朗德氏假鰓鱂，為輻鰭魚綱鯉齒目鰕鱂亞目鰕鱂科的其中一種，為熱帶淡水魚，被IUCN列為易危保育類動物，分布於非洲坦尚尼亞東部Mbezi河流域，雄魚體色淡藍色為底，鱗框為紅色形狀紋，腹部淡黃色，體後半部具有數條紅棕色橫紋，胸鰭後部有微小的縱向深灰色帶狀點斑，臀鰭及尾鰭黃色，臀鰭有7-9條紅棕色條紋，尾鰭有7-8紅棕色條紋，尾鰭條有27-29條，體長可達2.5公分，棲息在季節性的溪流、沼澤、水塘淺層水域，生活習性不明，可作為觀賞魚。

## 擴展閱讀
維基物種上的相關：朗德氏假鰓鱂